# Kikas
Luís Filipe Gomes Almeida (sinh ngày 12 tháng 1 năm 1991 ở Lisbon), hay Kikas, là một cầu thủ bóng đá người Bồ Đào Nha thi đấu cho Real S.C. ở vị trí tiền vệ phòng ngự.